# 스티븐 클레이니
스티븐 콜 클레이니(영어: Stephen Cole Kleene IPA: [ˈstiːvən koʊl ˈkleɪniː], 1909~1994)는 미국의 수학자이다.

## 생애
1909년 1월 5일 코네티컷주 하트퍼드에서 태어났다. 1930년에 앰허스트 대학교에서 학사 학위를 수여받았고, 1934년에 프린스턴 대학교에서 박사 학위를 수여받았다. 1935년에 위스콘신 대학교 매디슨의 조교수가 되었다.
제2차 세계 대전 동안 미국 해군 소령(영어: lieutenant commander)으로 근무하였다. 클레이니는 해군 학교(영어: United States Navy Reserve Midshipmen’s School)에서 항해를 가르쳤으며, 해군 연구소(영어: Naval Research Laboratory)에서 연구하였다.
1946년에 수학 교수직에 복직하여, 1958년에 정교수로, 1964년에 사이러스 맥더피 수학 석좌 교수(영어: Cyrus C. MacDuffee Professor of Mathematics)로 승진하였다.
클레이니는 등산을 즐겼으며, 자연 보호 활동에 활발히 참여하였다.
1979년에 은퇴하였으며, 1994년 1월 25일 위스콘신주 매디슨에서 사망하였다.

## 저서
- Kleene, Stephen (1952). 《Introduction to Metamathematics》 (영어). Van Nostrand.
- Kleene, Stephen; Vesley, Richard Eugene (1965). 《The Foundations of Intuitionistic Mathematics》 (영어). North-Holland.
- Kleene, Stephen (1967). 《Mathematical Logic》 (영어). John Wiley.

## 같이 보기
- 클레이니-로서 역설